# Jörg Cezanne

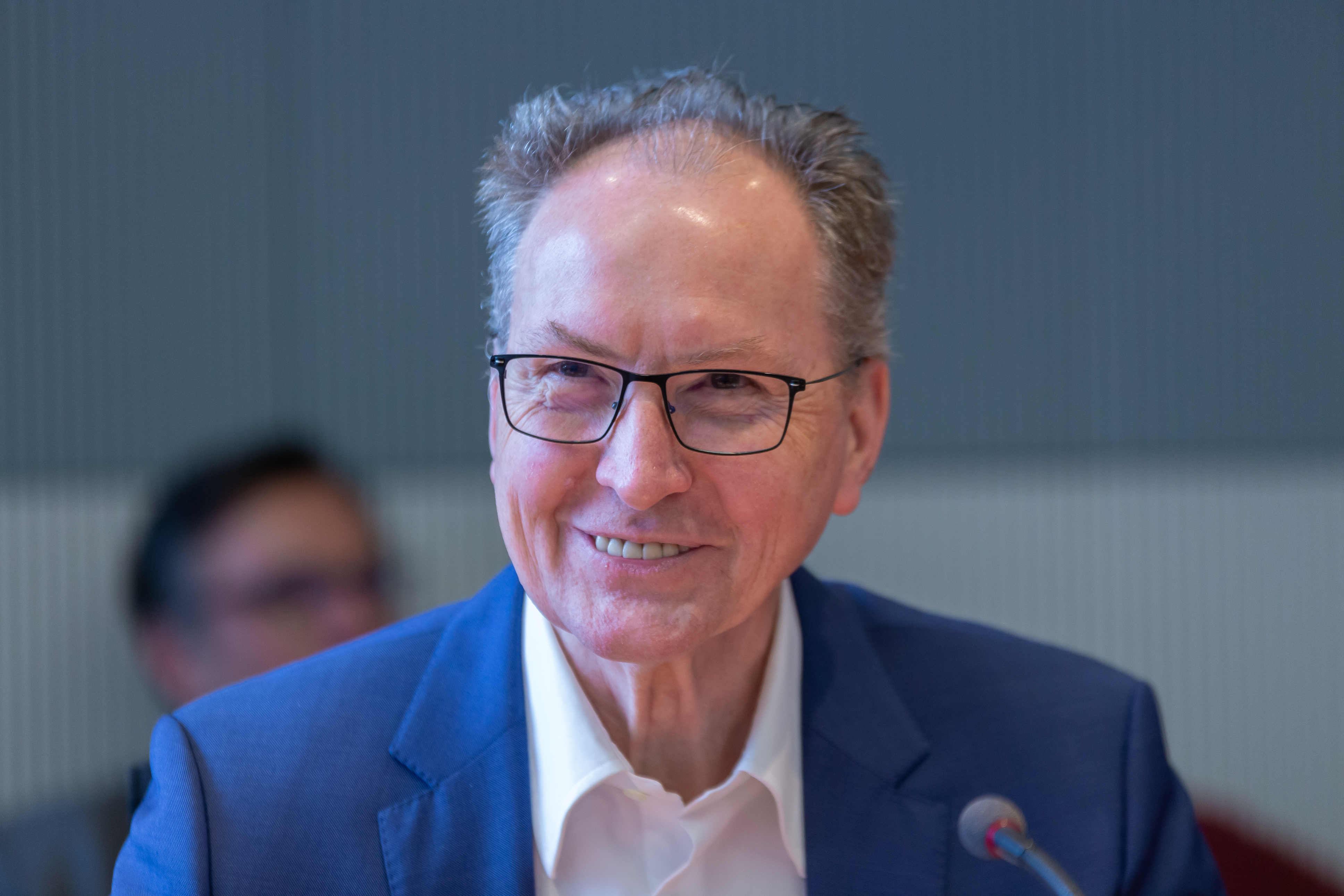
Jörg Cezanne (2020)

Jörg Cezanne (* 8. Juni 1958 in Frankfurt am Main) ist ein deutscher Soziologe und Politiker (Die Linke). Seit 2024 ist er erneut Mitglied des Deutschen Bundestages, dem er bereits von 2017 bis 2021 angehört hatte.

## Person
Cezanne wuchs in Mörfelden-Walldorf auf. 1978 legte er das Abitur an der Carl-Schurz-Schule in Frankfurt am Main ab und machte 1981 bis 1982 eine Ausbildung als Groß- und Außenhandelskaufmann. 1991 bis 1996 studierte er Betriebswirtschaftslehre (VWA), Soziologie, Afrikanische Sprachwissenschaft und Historische Ethnologie in Frankfurt am Main. 1990 bis 1996 arbeitete er im Rationalisierungskuratorium der Deutschen Wirtschaft e.V. (RKW) als Referent für gesamtwirtschaftliche Fragen. 1992 heiratete er, aus der Ehe ging eine Tochter hervor.
Als junger Mann zog er nach Budapest. Von 1995 bis 2001 lebte er mit seiner Familie in Großbritannien (Südengland) und den USA (Princeton (New Jersey)). Zu dieser Zeit übte er eine freiberufliche beratende Tätigkeit u. a. für Greenpeace Deutschland aus und beschäftigte sich mit den Themen Ökosteuer und nachhaltige Produktion. Anschließend zog die Familie nach München. Seit 2006 lebt Cezanne wieder in Mörfelden-Walldorf.

## Politik
Cezanne gehörte 1977 bis 1989 der DKP an und war 1983 bis 1989 im Bundesvorstand der Sozialistischen Deutschen Arbeiterjugend tätig. Politisiert wurde er in der Schülervertretung und den Bewegungen gegen die Startbahn West (1970/1980er Jahre Planfeststellung/Ausbau Flughafen Frankfurt Main) sowie für Frieden und Abrüstung. Im Jahr 2007 trat er der Partei Die Linke bei. Ab 2008 arbeitete er als Geschäftsführer der Landtagsfraktion der Linken im Hessischen Landtag.
Von 2016 bis 2018 war Cezanne Kreisvorsitzender der Linken im Landkreis Groß-Gerau.
Bei der Bundestagswahl 2017 wurde er auf Platz 4 der Landesliste der Linken in den Bundestag gewählt. Als Direktkandidat im Bundestagswahlkreis Groß-Gerau erhielt er 6,7 % der Stimmen. Cezanne wurde von seiner Fraktion in den 2. Untersuchungsausschuss der 19. Wahlperiode des Deutschen Bundestages als Berichterstatter entsandt und war ordentliches Mitglied im Finanzausschuss sowie im Ausschuss für Verkehr und digitale Infrastruktur.
Bei der Bundestagswahl 2021 kandidierte er erneut im Wahlkreis Groß-Gerau, wo er 4,0 Prozent der Erststimmen erhielt, und auf Platz 4 der Landesliste der Linken und verpasste den Einzug in den Bundestag. Erst durch das Ergebnis der Teilwiederholungswahl am 11. Februar 2024 in Berlin und den Mandatsverzicht von Christine Buchholz konnte er ein Mandat im Deutschen Bundestag gewinnen, das er am 4. März 2024 antrat.
Bei der Bundestagswahl 2025 trat er zum dritten Mal als Direktkandidat im Wahlkreis Groß-Gerau an; von seinem Landesverband wurde er auf Platz 2 der Landesliste nominiert. In seinem Wahlkreis erhielt er 8,9 Prozent der Erststimmen und konnte über die hessische Landesliste seiner Partei erneut in den Deutschen Bundestag einziehen. Im 21. Bundestag ist er Obmann seiner Fraktion im Ausschuss für Wirtschaft und Energie und stellvertretendes Mitglied im Ausschuss für Finanzen. Für seine Fraktion ist er Sprecher für Energiepolitik.

## Engagement
Cezanne ist Mitglied bei ver.di, Weltwirtschaft, Ökologie und Entwicklung (WEED), Koordination Südliches Afrika (KOSA), in der Freundschaftsgesellschaft BRD–SR Vietnam, im Freunde des Ensemble Modern e.V. (FEM) und bei TGS Walldorf 1896 e.V.